# Afan Lido FC
Afan Lido FC (wal.: Clwb Pêl-droed Afan Lido, eng.: Afan Lido Football Club) ist ein walisischer Fußballverein aus Port Talbot.

## Geschichte
Der Afan Lido Football Club wurde 1967 im walisischen Port Talbot gegründet und hat seinen Namen von einem kurz davor eröffneten Sportzentrum, zu dem der Club gehört. Zunächst spielte man in der Port Talbot and District League, bevor Afan Lido zur Spielzeit 1971/72 von der Welsh Football League aufgenommen wurde.
1992 gehörte Afan Lido zu den Gründungsmitgliedern der neuen Eliteliga League of Wales, wo man dreimal den Ligapokal gewann und sich einmal als Tabellenzweiter für den UEFA-Pokal qualifizierte, dort allerdings in der ersten Runde am lettischen RAF Jelgava scheiterte.
Nur ein Jahr später kam der tiefe Sturz auf den 20. Platz und als Folge der Abstieg. Nach zwei Jahren stieg man wieder auf. Aber 2005 stieg Afan Lido zum zweiten Mal aus der 1. Liga ab, als man wegen des Einsatzes eines nicht spielberechtigten Spielers einen entscheidenden Punktabzug verschmerzen musste.
2011 gelang nochmals der Aufstieg, aber die Liga konnte nur für drei Jahre gehalten werden; seither ist der Club in der Welsh League Division One, also als Zweitligist aktiv.

## Platzierungen in der League of Wales
| Saison  | 1. Liga | Tore  | Pkt. |
| ------- | ------- | ----- | ---- |
| 1992/93 | 12.     | 64:65 | 52   |
| 1993/94 | 16.     | 52:66 | 39   |
| 1994/95 | 02.     | 60:36 | 79   |
| 1995/96 | 20.     | 33:71 | 36   |

| Saison  | 1. Liga | Tore  | Pkt. |
| ------- | ------- | ----- | ---- |
| 1999/00 | 10.     | 44:42 | 46   |
| 2000/01 | 11.     | 44:47 | 47   |
| 2001/02 | 05.     | 42:36 | 58   |
| 2002/03 | 07.     | 44:34 | 52   |
| 2003/04 | 14.     | 31:54 | 32   |
| 2004/05 | 18.     | 29:52 | 21   |

| Saison  | 1. Liga | Tore   | Pkt. |
| ------- | ------- | ------ | ---- |
| 2011/12 | 10.     | 40:55  | 32   |
| 2012/13 | 12.     | 43:79  | 27   |
| 2013/14 | 012.    | 21:100 | 15   |

## Ligapokal
| Saison  | Gegner      | Ergebnis             |
| ------- | ----------- | -------------------- |
| 1992/93 | Caersws FC  | 1:1 n. V., 4:3 i. E. |
| 1993/94 | Bangor City | 1:0                  |
| 2011/12 | Newtown AFC | 1:1 n. V., 3:2 i. E. |

## Europapokalbilanz
| Saison  | Wettbewerb | Runde    | Gegner     | Gesamt | Hin     | Rück    |
| ------- | ---------- | -------- | ---------- | ------ | ------- | ------- |
| 1995/96 | UEFA-Pokal | Vorrunde | FK Jelgava | 1:2    | 1:2 (H) | 0:0 (A) |

Gesamtbilanz: 2 Spiele, 1 Unentschieden, 1 Niederlage, 1:2 Tore (Tordifferenz −1)